# Ana Salazar
Ana Salazar (n. Lisboa, 1941) es una diseñadora de moda portuguesa. Comenzó su carrera en 1972 hasta el punto de convertirse en una de las diseñadoras más prestigiosas del país. Actualmente posee tiendas en varios países europeos. 

## Premios
- Gran oficial de la Orden del Infante Don Enrique
- Prémio Carreira
- Troféu Sena da Silva